# Спиридон Дукис
Спиридон Дукис (на гръцки: Σπυρίδων Δούκης) е гръцки революционер, деец на гръцката въоръжена пропаганда в Македония.

## Биография
Дукис е роден в западномакедонския град Костур, тогава в Османската империя. Присъединява се към четите на гръцката пропаганда и влиза в четата на Йоргос Лепидатос (капитан Аркудас). Скоро оглавява самостоятелна чета, с която действа в Костенарията и Населица. Загива през пролетта на 1906 година при сражение на четите на Лепидатос и Дукис с османски части край Чурхли.